# Shay (nome irlandese)
Shay  è un nome proprio di persona irlandese maschile.

## Origine e diffusione
Si tratta di una forma anglicizzata di Séaghdha, che può significare "ammirabile" o "simile a un falco".
Va notato che questo nome coincide con Shay, un nome ebraico omografo, ma ben distinto.

## Onomastico
Non ci sono santi o sante con questo nome, che quindi è adespota. L'onomastico si può festeggiare il 1º novembre, in occasione della ricorrenza di Ognissanti.

## Persone

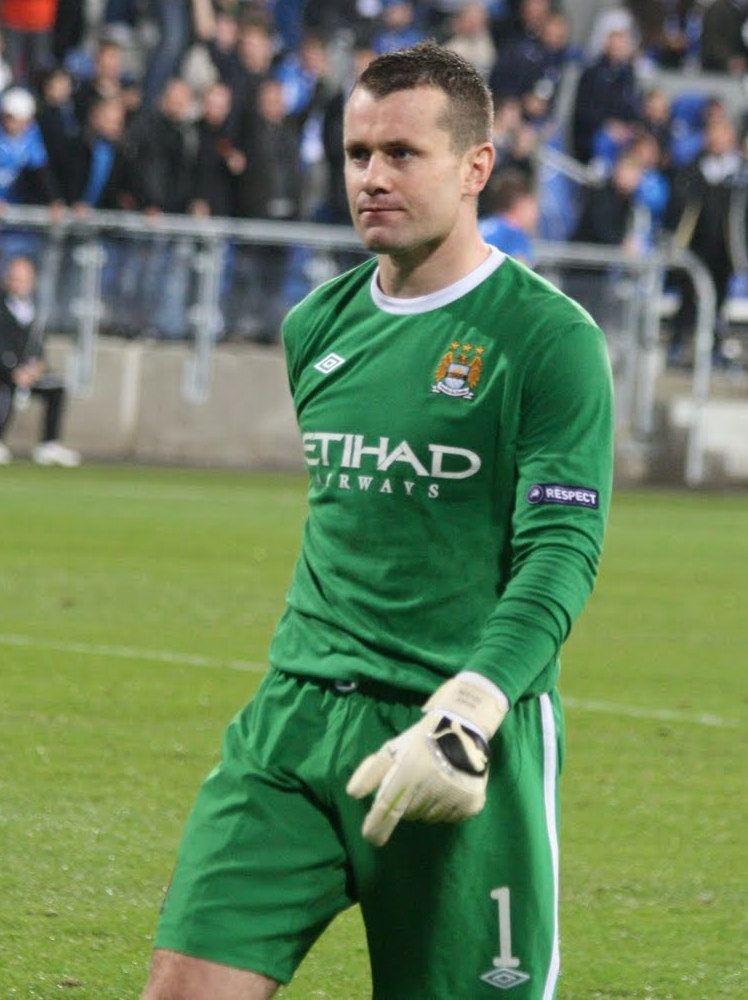
Shay Given

- Shay Brennan, calciatore irlandese
- Shay Gibbons, calciatore irlandese
- Shay Given, calciatore irlandese

## Il nome nelle arti
- Shay Cormac è il protagonista del videogioco Assassin's Creed: Rogue.
- Shay McCutcheon è un personaggio della serie televisiva The L Word.
- Shay Mills è un personaggio della serie televisiva Instant Star.